# Accidente ferroviario de Viana de Cega
El accidente ferroviario de Viana de Cega ocurrió el 11 de septiembre de 1873, cuando el expreso nocturno que cubría el trayecto entre Irún y Madrid, descarriló tras cruzar el puente sobre el río Duero en las proximidades de la localidad de Viana de Cega (provincia de Valladolid, España). El siniestro se saldó con 21 personas fallecidas y 58 heridas.

## Historia

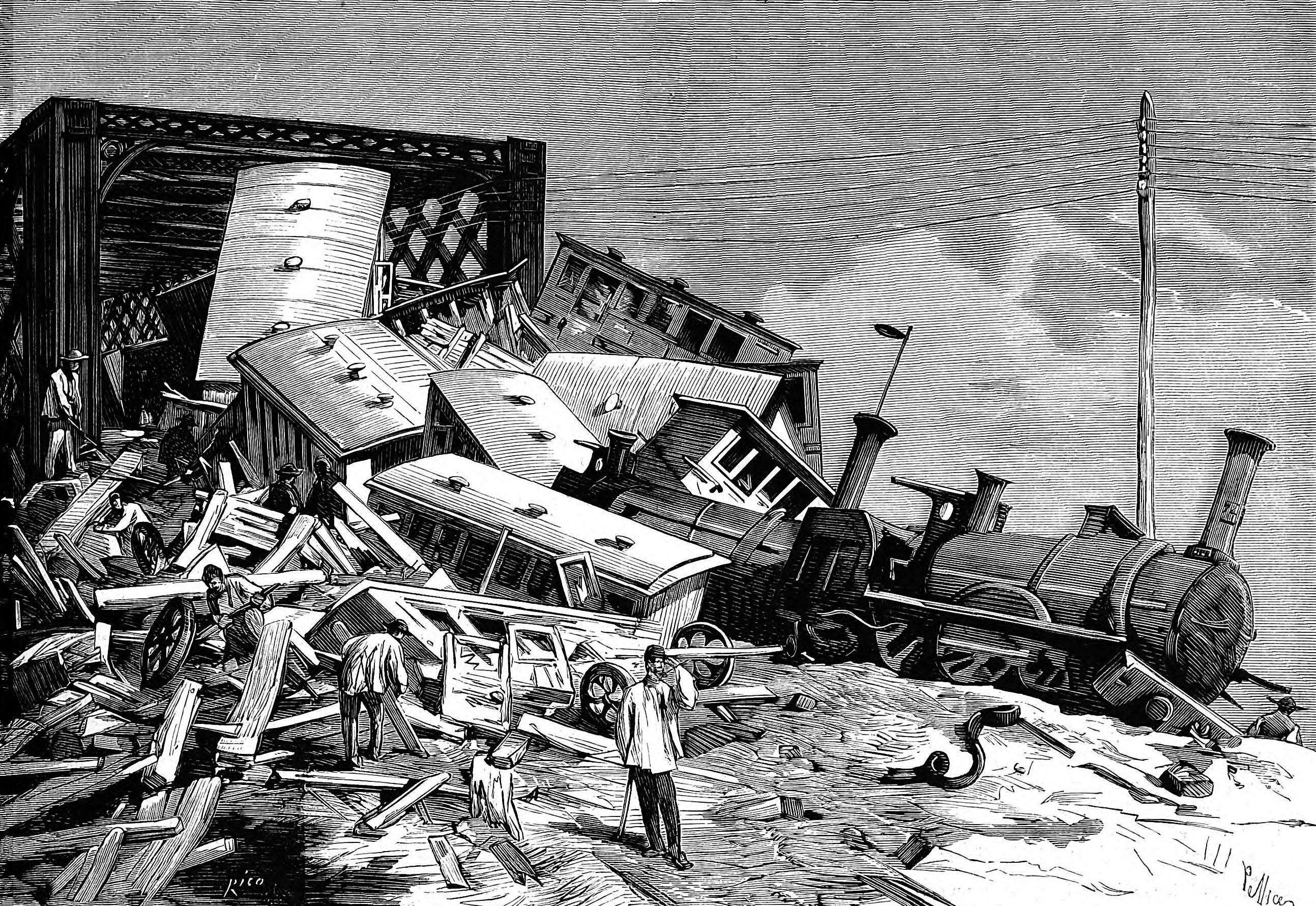
Detalle del estado de la locomotora y primeros vagones, recogido en La Ilustración Española y Americana

El Expreso del Norte viajaba desde la estación fronteriza española de Irún, en la frontera franco-española, hasta Madrid. Las crónicas citan veinte o diecisiete coches en un tren arrastrado por dos locomotoras de vapor. El tren circulaba por la línea Madrid-Hendaya y abandonó la estación de Valladolid-Campo Grande al filo de la 01:30 de la madrugada. 
Cruzó el Duero en Viana de Cega por el puente de celosía y descarriló a continuación, en la margen izquierda del río, en el km 237 del recorrido. Según la crónica de Juan Bautista Neira, viajero en el tren accidentado, para La Ilustración Española y Americana: «...vamos a decir algo del descarrilamiento. En nuestro juicio, tuvo lugar sin más causas que la excesiva velocidad y la desigual resistencia del suelo metálico al de tierra. Sepultadas en ésta las dos máquinas, la velocidad adquirida por el tren se anuló, aplastándose, penetrándose y encajonándose en uno lo menos seis coches de la mitad anterior: atestados de viajeros, imaginen nuestros lectores cuántas víctimas habrán quedado allí, embutidas entre tableros, astillas y tablones».
La sección trasera del tren aplastó a la delantera, provocando que muchos de los vagones, todos con superestructuras de madera, quedaran destrozados por la energía cinética. Parte del tren cayó por el puente y sólo los cuatro últimos vagones del tren quedaron prácticamente intactos.
Fallecieron 21 personas y 58 resultaron heridas. Se envió un tren de socorro desde Valladolid.
Fernando Calderón Collantes, quien posteriormente fuera presidente del Tribunal Supremo de España, viajaba en el tren y sobrevivió al accidente.